# Maria Gifré i Rodríguez
Maria Gifré i Rodríguez (Espolla, 1933) és una política catalana de Llagostera. És una de les set alcaldesses de les comarques gironines que van sortir de les primeres eleccions municipals democràtiques després de la dictadura, tot i que en el seu cas va dimitir un any després. Va ser alcaldessa de Llagostera el 1979 presentant-se com independent en les llistes de CiU, i va encapçalar un consistori amb tres dones.
Estudià Magisteri i es traslladà a viure a Llagostera el 1949 amb el seu marit, el metge Pompeu Pascual i Coris, amb qui va tenir sis fills.